# Macquarrie-Mausoleum

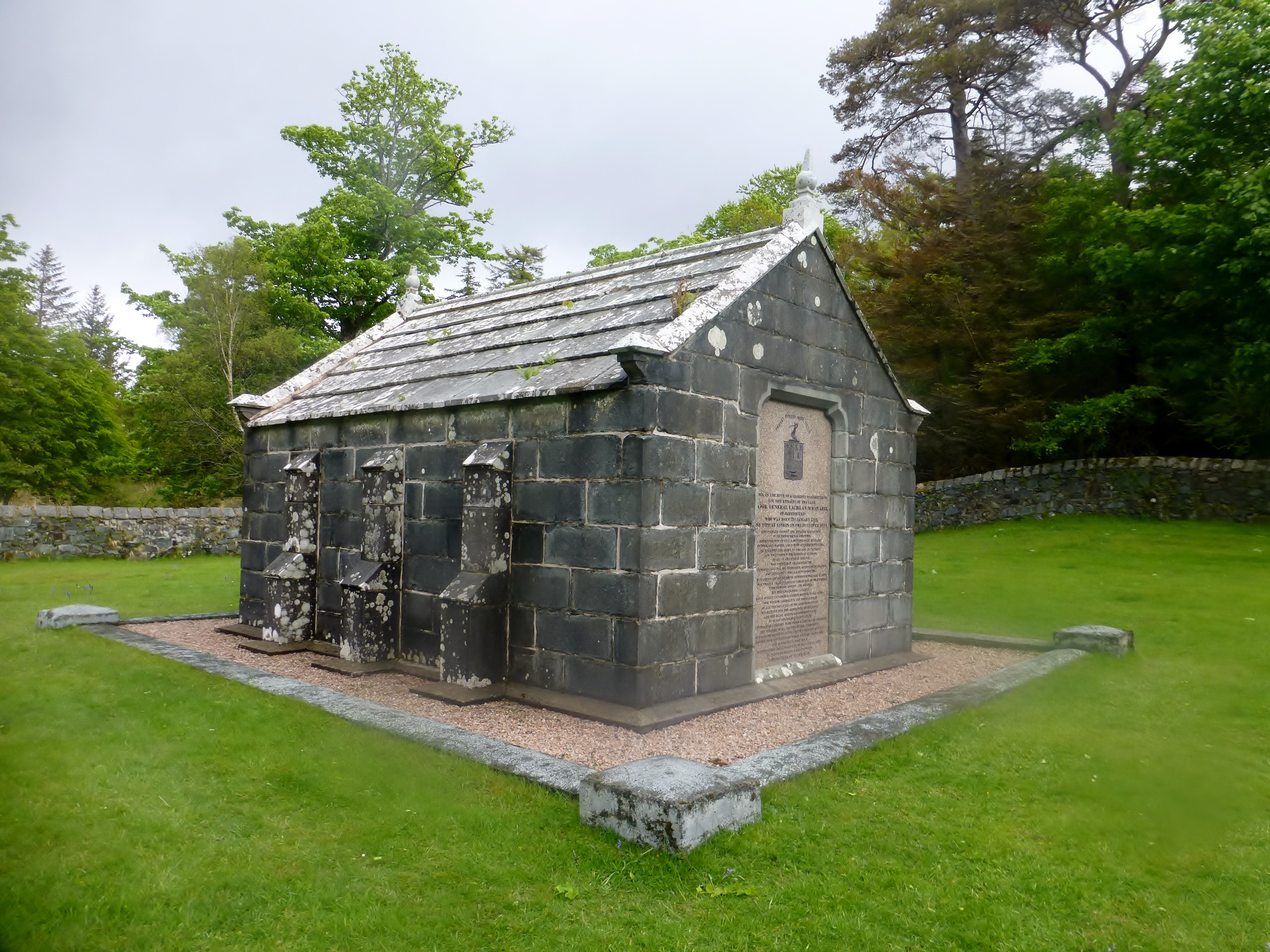
Macquarrie-Mausoleum

Das Macquarrie-Mausoleum ist ein Mausoleum auf der schottischen Hebrideninsel Mull. Es befindet sich im Innern der Insel etwa 600 m nordwestlich des alten Gruline House. In dem Gebäude sind die sterblichen Überreste Lachlan Macquaries, des 1824 verstorbenen ehemaligen Gouverneurs von New South Wales, der auf der Nachbarinsel Ulva geboren wurde, und seiner 1835 verstorbenen zweiten Ehefrau Elizabeth bestattet. Auf einer marmornen Gedenkplakette an der Südfront wird auf Macquaries Leistungen zur Bildung des Staates Australien Bezug genommen. 1971 wurde das Macquarrie-Mausoleum in die schottischen Denkmallisten in der höchsten Kategorie A aufgenommen. Das Mausoleum gehört zwar seit 1963 dem National Trust of Australia, wird aber in Vertretung vom National Trust for Scotland verwaltet.

## Beschreibung
Das Mausoleum wurde im Jahre 1824 im neogotischen Stil errichtet. Das kleine, längliche Gebäude besteht aus großen Quadersteinen. Das schlicht gestaltete Bauwerk schließt mit einem Satteldach ab. Marmorplatten verschließen die beiden Eingangsöffnungen in den Stirnseiten. Im Inneren weist das Gebäude Stützpfeiler auf. Das Mausoleum steht inmitten einer runden Umfriedung, die von einer Bruchsteinmauer abgegrenzt wird.